# نيلس مولاندر
نيلس مولاندر (بالسويدية: Nils Molander)‏ هو لاعب هوكي الجليد سويدي، ولد في 22 يونيو 1889 في ستوكهولم في السويد، وتوفي بنفس المكان في 30 يناير 1974.

## وصلات خارجية
- نيلس مولاندر على موقع EliteProspects.com (الإنجليزية)
- نيلس مولاندر على موقع Eurohockey.com (الإنجليزية)
- نيلس مولاندر على موقع SpeedSkatingBase.eu (الإنجليزية)
- نيلس مولاندر على موقع SpeedSkatingNews.info (الإنجليزية)
- نيلس مولاندر على موقع SpeedSkatingStats.com (الإنجليزية)
- نيلس مولاندر على موقع اللجنة الأولمبية الدولية (الإنجليزية)
- نيلس مولاندر على موقع اللجنة الأولمبية الدولية (الإنجليزية)
- نيلس مولاندر على موقع أوليمبيديا (الإنجليزية)
- نيلس مولاندر على موقع اللجنة الأولمبية السويدية (السويدية)